# Julia Caba Alba
Julia Caba Alba (Madrid, 28 de agosto de 1902-ibíd., 14 de noviembre de 1988) fue una actriz española.

## Biografía
Nieta de Pascual Alba, hija de Irene Alba, sobrina de Leocadia Alba, hermana de Irene Caba Alba y, por tanto, tía de los hermanos Irene, Julia y Emilio Gutiérrez Caba.
Contrajo matrimonio en 1935 con el actor Manuel San Román Alonso (Madrid, 12 de febrero de 1908-Madrid, 28 de noviembre de 2000)
Miembro de una larga dinastía de actores, su versatilidad le permitía interpretar tanto papeles cómicos, por los que es más recordada, como personajes dramáticos. 
A los doce años debutó como actriz en el teatro en la obra La duquesa.
Su primera película fue El crimen de la calle de Bordadores en el año 1946.
Falleció el 14 de noviembre de 1988 a los 86 años en Madrid.

## Premios
Medallas del Círculo de Escritores Cinematográficos
| Año  | Categoría               | Película                     | Resultado |
| ---- | ----------------------- | ---------------------------- | --------- |
| 1949 | Mejor actriz secundaria | La mies es mucha             | Ganadora  |
| 1960 | Mejor actriz secundaria | Maribel y la extraña familia | Ganadora  |
| 1983 | Premio especial         |                              | Ganadora  |

- 1956 ganadora del premio del Sindicato Nacional del Espectáculo a la mejor actriz de reparto por Los ladrones somos gente honrada.[7]

- 1977 Medalla de Oro al Mérito en el Trabajo.

## Teatro (parcial)
- Los chatos (1924), de Pedro Muñoz Seca.
- Puebla de las mujeres (1941), de los Hermanos Álvarez Quintero.
- Canción de cuna (1946), de María Lejárraga y  Gregorio Martínez Sierra.
- Maribel y la extraña familia (1959), de Miguel Mihura.
- Los extremeños se tocan (1959), de Pedro Muñoz Seca.
- Las entretenidas (1962), de Miguel Mihura.
- La tercera palabra (1964), de Alejandro Casona.
- Un paraguas bajo la lluvia (1965), de Víctor Ruiz Iriarte.
- El alma se serena (1968), de Juan José Alonso Millán.
- La vida en un hilo (1971), de Edgar Neville.
- Sé infiel y no mires con quién (1972), de John Chapman.
- La venganza de Don Mendo (1977), de Pedro Muñoz Seca.

## Televisión
- Estudio 1 
  - El caso de la mujer asesinadita (1979)
  - Don Juan Tenorio (1973) …
  - La venganza de Don Mendo (1979)
- Los pajaritos (1974)
- La familia Colón 
  - La familia Colón llega a España (1967)
- Tras la puerta cerrada (1965) 
  - La gota de sangre (1965)
- Primera fila 
  - Arsénico y encaje antiguo (1964)

## Filmografía
| - Santa Rogelia / Il peccato di Rogelia Sánchez (1940) - Boda en el infierno (1942) - El traje de luces (1946) - El crimen de la calle de Bordadores (1946) - La fe (1947) - Lluvia de hijos (1947) - Nada (1947) - Canción de medianoche (1947) - Vidas confusas (1947) - Angustia (1947) - Barrio, de Ladislao Vajda (1947) - Obsesión (1947) - Las aguas bajan negras (1948) - Dos mujeres en la niebla (1948) - Don Quijote de la Mancha (1948) - Revelación (1948) - La mies es mucha (1948) - El alarido (1948) - La calle sin sol (1948) - Yo no soy la Mata-Hari (1949) - Noventa minutos (1949) - Una mujer cualquiera (1949) - La duquesa de Benamejí (1949) - Aventuras de Juan Lucas (1949) - El último caballo (1950) - Torturados (1950) - Tres ladrones en la casa (1950) - Aquel hombre de Tánger (1950) - Séptima página (1950) - La esfinge maragata (1950) - Sin uniforme (1950) - El Capitán Veneno (1951) - La corona negra (1951) - Cielo negro (1951) - María Antonia 'La Caramba (1951) - Balarrasa (1951) - La canción de la Malibrán (1951) - Cuento de hadas (1951) - La señora de Fátima (1951) - Sor intrépida (1952) - La hermana San Sulpicio (1952) | - De Madrid al cielo (1952) - La laguna negra (1952) - Novio a la vista (1953) - Maldición gitana (1953) - Aeropuerto (1953) - Nadie lo sabrá (1953) - Así es Madrid (1953) - La guerra de Dios (1953) - Como la tierra (1953) - Un caballero andaluz (1954) - Malvaloca (1954) - Morena Clara (1954) - Un día perdido (1954) - Sangre y luces (1954) - Recluta con niño (1955) - Nosotros dos (1955) - Good bye, Sevilla (1955) - Sucedió en Sevilla (1955) - Sin la sonrisa de Dios (1955) - La lupa (1955) - La vida en un bloc (1956) - El malvado Carabel (1956) - Minutos antes (1956) - Thunderstorm (1956) - Los ladrones somos gente honrada (1956) - Un abrigo a cuadros (1956) - Suspenso en comunismo (1956) - Manolo, guardia urbano (1956) - El Tigre de Chamberí (1957) - El maestro (1957) - Juanillo, papá y mamá 1957) - Los ángeles del volante (1957) - Un ángel pasó por Brooklyn (1957) - ¡Viva lo imposible! (1958) - Carlota (1958) - La mina o Esta chica es para mí (1958) - Salto a la gloria (1959) - Azafatas con permiso (1959) - El gafe (1959) - El magistrado (1959) - Camarote de lujo (1959) - Maribel y la extraña familia (1960) | - Plácido (1961) - ¿Dónde pongo a este muerto? (1961) - La reina del Chantecler (1962) - El escándalo (1962) - Las travesuras de Mochura (1962) - Solteros de verano (1962) - Cupido contrabandista (1962) - Los que no fuimos a la guerra (1962) - Nunca pasa nada (1963) - Tú y yo somos tres (1963) - Historia de una noche (1963) - El verdugo (1963) - El camino (1963) - Nobleza baturra (1964) - Los Palomos (1964) - Crimen (1964) - Tú y yo somos tres (1964) - Un tiro por la espalda (1964) - La cesta (1965) - La mentirosa (1965) - El padre Manolo (1966) - Camino del Rocío (1966) - ¡Es mi hombre! (1966) - Verde doncella (1968) - Cuidado con las señoras (1968) - El alma se serena (1969) - Educando a un idiota (1969) - El hombre que se quiso matar (1970) - ¡Se armó el belén! (1970) - La decente (1971) - Venta por pisos (1971) - Las colocadas (1971) - La cera virgen (1971) - Hay que educar a papá (1971) - Venta por pisos (1972) - El reprimido (1973) - Los pajaritos (1974) - Esposa de día, amante de noche (1977) - Réquiem por un empleado (1978) - La venganza de Don Mendo (1979) |